# Entrepuente
En náutica, el entrepuente (entrecubierta) es el espacio comprendido entre dos cubiertas, y por antonomasia el que media entre la principal y la que le sigue (en los navíos), y entre el sollado y la de la batería en las fragatas y demás buques. En los navíos de tres puentes se llama primer entrepuente, y el segundo entrepuente se cuenta entre la segunda y tercer batería. (fr. Entrepont; ing. Tweendeck space)

## Descripción
El entrepuente, actualmente, en los buques que sólo tienen dos bodegas (en altura), es la más alta, y en los que tienen más de dos, la que está inmediatamente debajo de la cubierta principal.

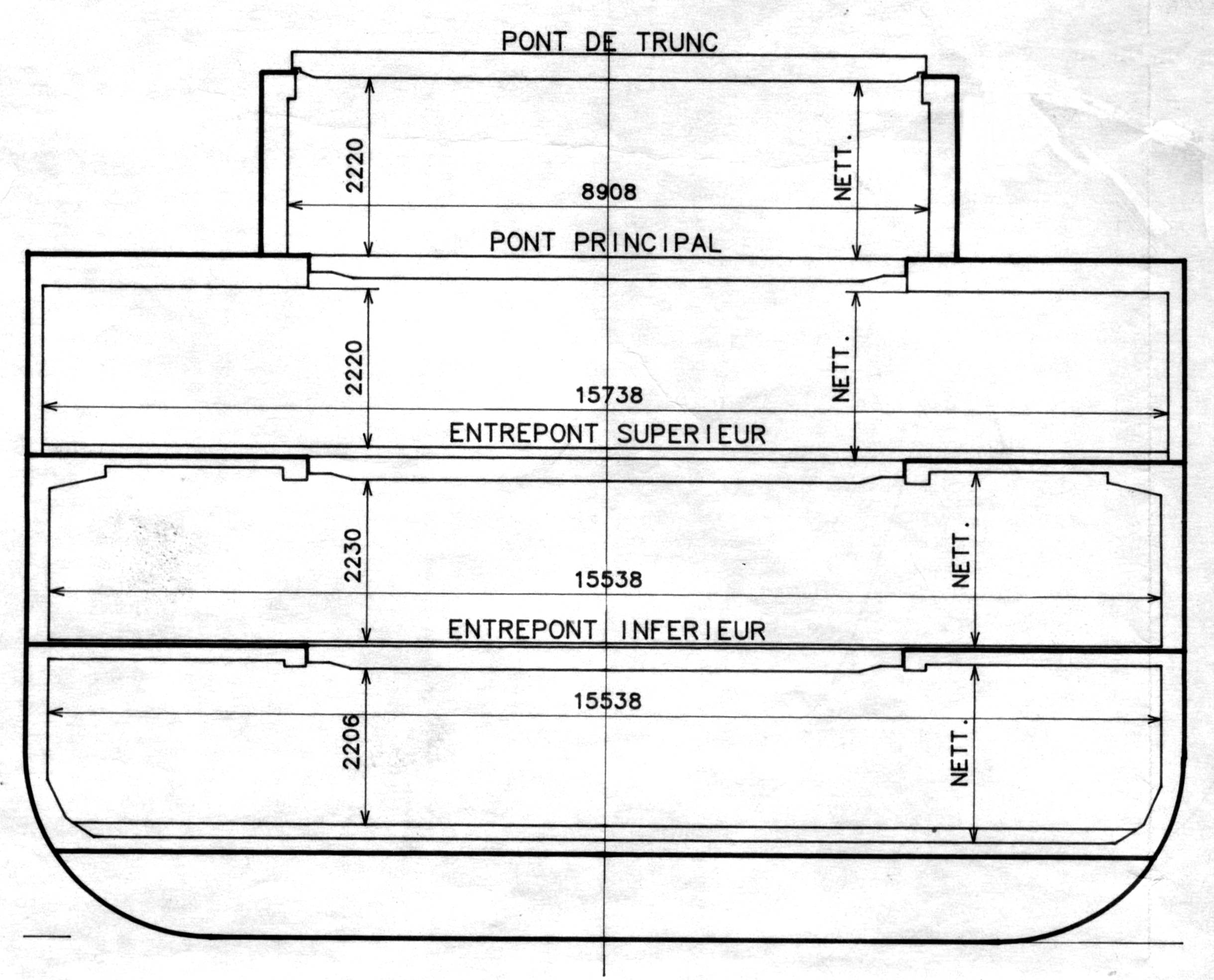
Corte transversal de un buque frigorífico.

En el corte transversal se observan los espacios de carga de un buque frigorífico, a saber de arriba hacia abajo:
- Puente principal: (fr. Pont principal; ing. Main deck, Weather deck)
- Entrepuente alto: (fr. Entrepont superieur; ing. Upper tweendeck space)
- Entrepuente bajo: (fr. Entrepont inferieur; ing. Lower tweendeck space)
- Bodega: (ing. Hold space)

En muchos casos, la brazola y el entrepuente alto son un mismo espacio de carga.

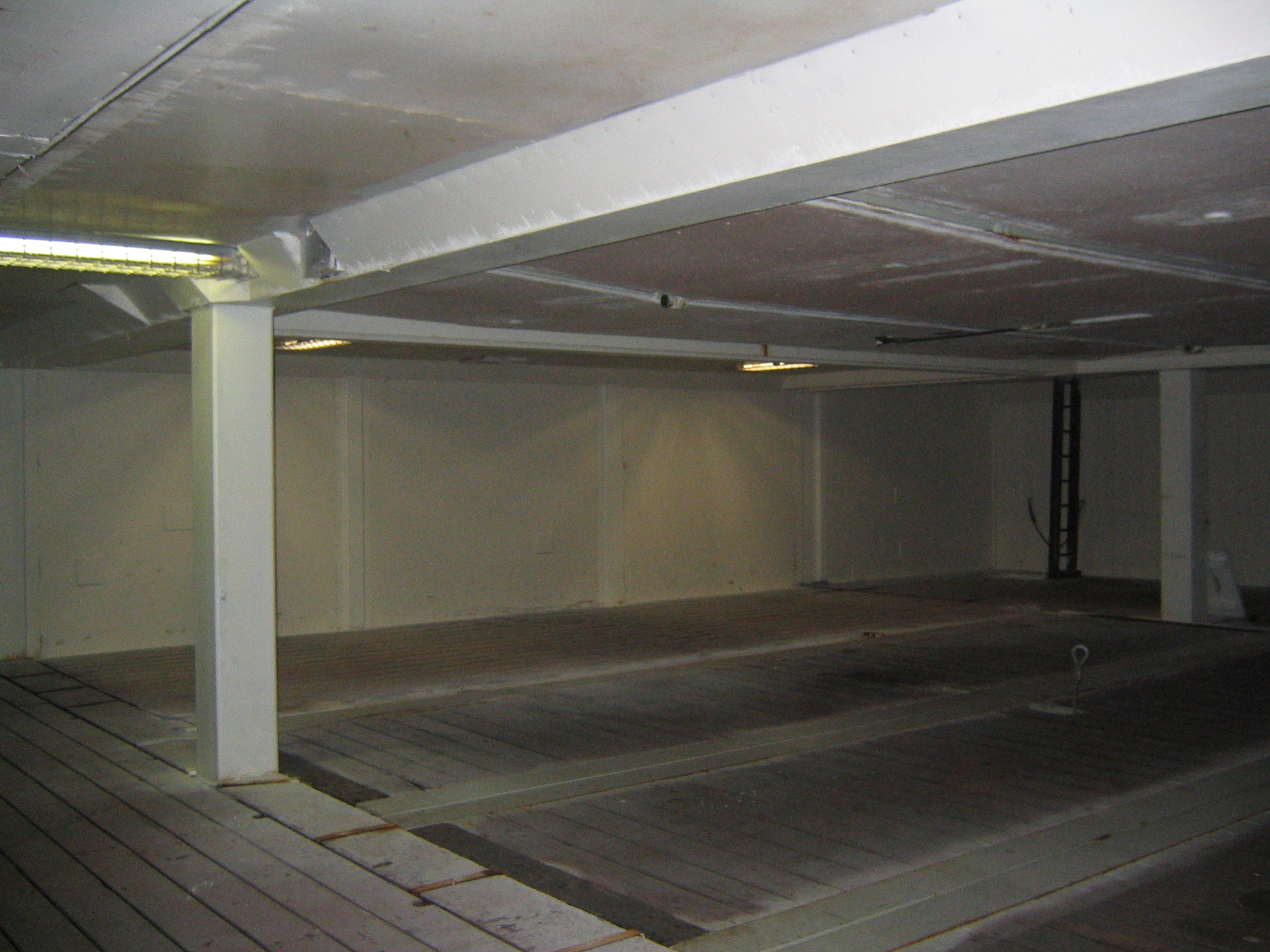
Entrepuente alto de buque frigorífico
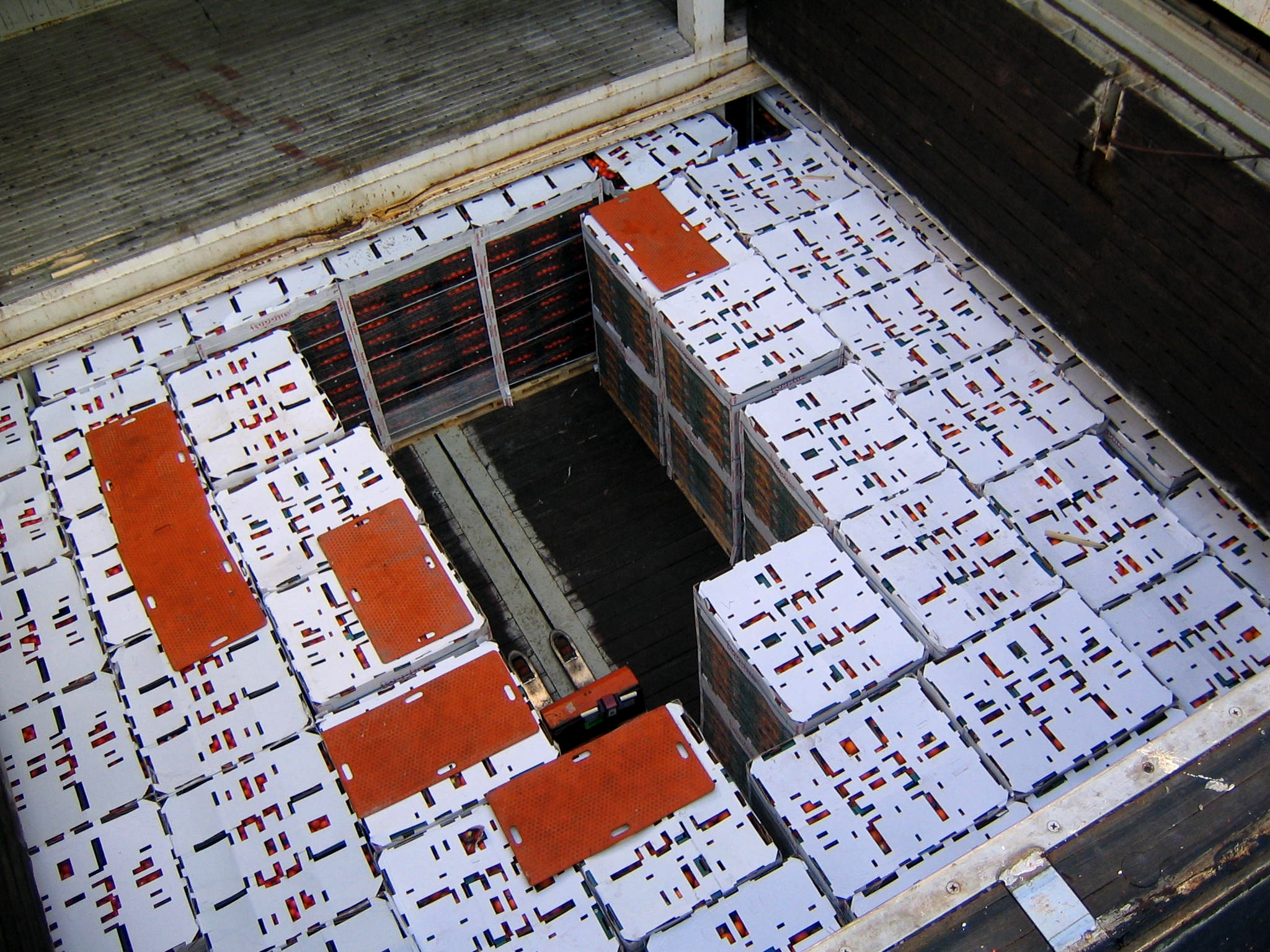
Exportación de fruta paletizada en bodega